# Tanjungmanis
Tanjungmanis is een bestuurslaag in het regentschap Serang van de provincie Banten, Indonesië. Tanjungmanis telt 2737 inwoners (volkstelling 2010).